# Poder Público Nacional (Venezuela)
O Poder Público Nacional está dividido em 5 poderes, os quais são: o poder legislativo, o poder executivo, o poder judicial, o poder cidadão e o poder eleitoral dos cidadãos.

## Poder Legislativo
O Poder Legislativo é dirigido por uma câmara unida à Assembleia Nacional, encarregada da formação, discussão e sanção das leis federais, as que regem no Distrito Capital, as Dependências e os Territórios Federais. Compõe-se por 167 deputados que servem por cinco anos e podem ser reeleitos.

## Poder Executivo
O Poder Executivo Nacional é exercido pelo Presidente Executivo da República, Vice-presidente Executivo, Ministros e demais servidores públicos do Governo venezuelano, segundo os desígnios da Constituição.

## Poder Judicial
O Poder Judicial é o encarregado de administrar a justiça emanada dos cidadãos, e dá-se em nome da República por autoridade da lei, constituído pelo Tribunal Supremo de Justiça e pelos demais tribunais inferiores que o Congresso estabelecer.

## Poder Cidadão
O Poder Cidadão é exercido pelo Conselho Moral Republicano (CMR) integrado pelo Defensor do Povo, o Promotor Geral da República Bolivariana da Venezuela e o Controlador Geral da República.

## Poder Eleitoral
O Poder Eleitoral está constituído e representado pelo Conselho Nacional Eleitoral (CNE), quem encarrega-se de ser o árbitro no momento de se votar.